# Förbannelsens hus
Förbannelsens hus är en amerikansk film från 1940. Den är en filmversion av Nathaniel Hawthornes bok Huset med de sju gavlarna. George Sanders och Vincent Price spelar två bröder som strider över ett arv. Filmen är stämningsfullt och dystert regisserad av Joe May. 

## Roller (urval)
- George Sanders - Jaffrey Pyncheon
- Margaret Lindsay - Hepzibah Pyncheon
- Vincent Price - Clifford Pyncheon
- Dick Foran - Matthew Holgrave
- Nan Grey - Phoebe Pyncheon
- Cecil Kellaway - Philip Barton
- Alan Napier - Fuller, brevbäraren
- Gilbert Emery - Gerald Pyncheon
- Miles Mander - Arnold Foster
- Charles Trowbridge - Domaren